# Groupe ARCO
Le Groupe ARCO (Groep ARCO en flamand) est une holding coopérative belge. Son siège est à Bruxelles.  Le groupe, composé de 11 sociétés, compte 800 000 coopérateurs.
Le Groupe ARCO est en liquidation depuis décembre 2011, à la suite de la défaillance de la banque belge Dexia, dont ARCO était l'un des principaux actionnaires.
En 2016, le juriste et auteur belge, Drieu Godefridi, publie une opinion sur le site du magazine Le Vif dans laquelle il estime que l'indemnisation des coopérateurs d'ARCO pour un montant de 600 millions d'euros par l'État belge est du capitalisme de connivence. Dans les faits, le gouvernement Leterme, dont le Premier ministre était Yves Leterme dans la coalition CD&V-MR-PS-cdH-Open VLD, a étendu la garantie bancaire de 100 000 euros aux 780 000 coopérateurs d'ARCO, en majorité flamands, à la suite de la défaillance de la banque belge Dexia, dont ARCO était l'un des principaux actionnaires et également le bras financier du Algemeen Christelijk Werknemersverbond (Mouvement ouvrier chrétien en Flandre) lié au parti politique CD&V.